# Potència pic
La potència pic d'un element fotovoltaic, es defineix com la màxima potència elèctrica que aquest pot generar sota les següents condicions estàndards de mesura:
- Radiació: 1000W / m²
- Temperatura: 25 °C
- AM: 1.5

AM o Massa d'aire, és una mesura de la distància que recorre la radiació en travessar l'atmosfera i que varia segons l'angle d'incidència, i θ l'angle d'incidència del raig del Sol a la vertical del lloc, d'acord amb la següent fórmula:
{\displaystyle AM={\frac {1}{cos(\theta )}}}
A diferència del que es creu, no és la màxima potència que és capaç de generar el Panell fotovoltaic, si les condicions estàndard són superades, amb una radiància major, per exemple, el panell podrà generar més potència que la potència pic.